# ナイルパーチの女子会
『ナイルパーチの女子会』（ナイルパーチのじょしかい）は、柚木麻子による日本の小説。第28回山本周五郎賞受賞作。第3回高校生直木賞受賞作。第153回直木三十五賞候補作。
『別冊文藝春秋』（文藝春秋）2012年11月号から2013年9月号まで連載され、2015年3月28日に同社より単行本が刊行された。単行本の装幀は大久保明子、装画は菅野裕美による。2018年2月9日に文春文庫より文庫版が刊行された。
2021年1月よりBSテレビ東京「土曜ドラマ9」枠で水川あさみ主演でテレビドラマ化された。

## 制作背景
著者の柚木は、「ナイルパーチは生き残るために凶暴になってしまう。同じようにしたくないのに競争を強いられるのは現代日本でもよくあること。水族館で説明文を読んでいるうちに、書きたいことが固まった」「女の子は同性からのひと言が地獄にも天国にもなるというのは、私がずっと言ってきたことで、『ランチのアッコちゃん』をはじめ、ほかの作品にも通じています」と語っている。

## あらすじ
30歳の志村栄利子は、実家から大手の総合商社に通勤しており、1000万円を超える年収を稼いでいる一方で、「おひょうのダメ奥さん日記」というタイトルのブログを愛読している。栄利子は、そのブログを書いている専業主婦の丸尾翔子と、ひょんなことから出会って急速に親しくなり、新たな友人ができたと感じる。翔子のほうも、友人がもてるようになったことを誇りに感じていた。しかし、翔子がブログの更新を何日間か滞らせたことがきっかけで、栄利子は翔子との適切な距離感を失ってしまい、ふたりの関係は思いもよらない方向へと進展していく。

## 主な登場人物
志村 栄利子（しむら えりこ）
大手の総合商社の社員。30歳。
丸尾 翔子（まるお しょうこ）
専業主婦。ブロガー「おひょう」。30歳。
四葉 佐弥子（よつば さやこ）
栄利子の先輩社員。

## 書評
編集者の松田哲夫は、「ミステリーでもホラーでもなく、普通の小説でこういう衝撃を受けたのは、山本文緒さんの『恋愛中毒』以来のことである」と評価している。新潮社が運営するサイト「ブックバン」には、「物語はとても一冊の本と思えないほど重厚」「自分自身に向き合わせる作者の罠のようなものを感じるが、その罠、毒こそが本書の魅力というか迫力なのかもしれない」とする書評が掲載されている。朝日新聞には、「毒々しい友情戯画小説だが、淡彩で締めたラストのおかげで後味は悪くない」とする書評が掲載されている。

## 受賞・候補歴
- 2015年：第28回『山本周五郎賞』受賞[1]
- 2015年：第153回『直木三十五賞』候補[3]
- 2016年：第3回『高校生直木賞』受賞[2]

## 書誌情報
- 単行本：文藝春秋、2015年3月28日発売[5]、ISBN 978-4-16-390229-6
- 文庫本：文春文庫、2018年2月9日発売[6]、ISBN 978-4-16-791012-9

## テレビドラマ
2021年1月30日からBSテレビ東京「土曜ドラマ9」枠で放送。主演は水川あさみ。
キャッチコピーは「わたしに足りないのは、トモダチだけ。」
U-NEXTでも配信されている。

### キャスト
志村栄利子
演 - 水川あさみ
丸尾翔子
演 - 山田真歩
杉下康行
演 - 淵上泰史
高杉真織
演 - 小池里奈
丸尾賢介
演 - 篠原篤
橋本弘毅
演 - 田村心
小笠原圭子
演 - 森矢カンナ
田崎周平
演 - 田村泰二郎
田崎洋平
演 - 諫早幸作
岸間享
演 - 飯田基祐
志村不二子
演 - 宮地雅子
花井里美
演 - 信川清順
主婦インフルエンサーNORI
演- 安藤聖

### スタッフ
- 原作 - 柚木麻子 『ナイルパーチの女子会』（文春文庫刊）
- 脚本 - 横田理恵、綿種アヤ
- 監督 - 瀧悠輔
- 音楽 - フジモトヨシタカ
- 主題歌 - ロザリーナ「涙の銀河」
- プロデューサー - 戸石紀子（テレビ東京）、田中美幸（C&Iエンタテインメント）
- 制作 - BSテレ東、C&Iエンタテインメント
- 制作協力 - ドラゴンフライエンタテインメント
- 製作著作 - 『ナイルパーチの女子会』製作委員会2021

### 放送日程
| 各話   | 放送日  | ラテ欄                                                     | 脚本     |
| ------ | ------- | ---------------------------------------------------------- | -------- |
| 第1話  | 1月30日 | やっと出来た女友達 肉食魚ナイルパーチは誰…!? 狂った友情劇  | 横田理恵 |
| 第2話  | 2月06日 | ストーカーになる!? 一方的な友情の行方…想像を絶する女子会   | 横田理恵 |
| 第3話  | 2月13日 | 異常者扱いしないで 謝るつもりが泥沼展開 壊してしまった関係 | 横田理恵 |
| 第4話  | 2月20日 | 止まらない誹謗中傷 ネット中毒女に忍び寄る恐怖…遂に豹変     | 綿種アヤ |
| 第5話  | 2月27日 | 元友達の浮気現場に乱入…!? 歪んだ愛情! 壊れていく人間関係   | 綿種アヤ |
| 第6話  | 3月6日  | 念願の2人温泉旅行 私の言うことを聞いて 壮絶な過去の真実…   | 横田理恵 |
| 第7話  | 3月13日 | 壮絶な潰しあい…いよいよ家庭崩壊へ 壊れていく女性たち       | 横田理恵 |
| 最終話 | 3月20日 | 涙の結末                                                   | 横田理恵 |

### 受賞歴
- 2021年日本民間放送連盟賞 テレビドラマ種目 優秀賞[18]

| BSテレビ東京 土曜ドラマ9                      | BSテレビ東京 土曜ドラマ9                         | BSテレビ東京 土曜ドラマ9                                  |
| 前番組                                        | 番組名                                           | 次番組                                                    |
| --------------------------------------------- | ------------------------------------------------ | --------------------------------------------------------- |
| 女ともだち （2020年12月19日 - 2021年1月23日） | ナイルパーチの女子会 （2021年1月30日 - 3月20日） | ワカコ酒スペシャル 飛騨酒蔵めぐり （2021年4月10日・17日） |